# 苻懿
苻懿（？—388年），十六國前秦哀平皇帝苻丕的儿子，谥号献哀。
前秦建元二十一年（385年），苻丕即位为皇帝，封苻懿为勃海王。
太安二年（386年），苻丕被西燕皇帝慕容永打败後，遂被东晋扬威将军冯该斩杀。大臣护送苻懿及弟弟济北王苻昶到远房堂兄南安王苻登所控制地区。苻登起初提议拥护苻懿继位，但苻登被大部分部下拥立为皇帝。
太初二年（387年），苻登封苻懿为皇太弟，太初三年（388年），苻懿去世，谥号为献哀皇太弟。